# Mouvement du Moussar
Le mouvement du Moussar est un  mouvement pour l'éducation éthique visant à promouvoir et développer les enseignements et les pratiques adoptées par Israël de Salant (1810-1883).

## Histoire
Les notions de Salanter pour revigorer la société juive ont suscité, dans les mains de ses disciples, des programmes de réforme de l'éducation dans le cadre circonscrit mais culturellement significatif des yechivoth lituaniennes, tandis que ses idées furent progressivement réinterprétées et révisées. Trois écoles du Moussar apparaissent à la fin du XIXe siècle : la pieuse auto-culture de Kelmė (Kelm), Lituanie, la conscience quasi-humaniste de Slobodka, et le radicalisme ascétique de Novardok (Nowogródek ; Novogrudok).